# Поупджой (Айова)
Поупджой (англ. Popejoy) — місто (англ. city) в США, в окрузі Франклін штату Айова. Населення — 77 осіб (2020).

## Географія
Поупджой розташований за координатами 42°35′38″ пн. ш. 93°25′40″ зх. д. / 42.59389° пн. ш. 93.42778° зх. д. (42.593881, -93.427823).  За даними Бюро перепису населення США в 2010 році місто мало площу 1,92 км², уся площа — суходіл.

## Демографія
Згідно з переписом 2010 року, у місті мешкало 79 осіб у 33 домогосподарствах у складі 21 родини. Густота населення становила 41 особа/км².  Було 42 помешкання (22/км²).
Расовий склад населення:
| - 98,7 % — білих |

До двох чи більше рас належало 1,3 %. Частка іспаномовних становила 0,0 % від усіх жителів.
За віковим діапазоном населення розподілялося таким чином: 25,3 % — особи молодші 18 років, 58,2 % — особи у віці 18—64 років, 16,5 % — особи у віці 65 років та старші. Медіана віку мешканця становила 35,5 року. На 100 осіб жіночої статі у місті припадало 102,6 чоловіків;  на 100 жінок у віці від 18 років та старших — 118,5 чоловіків також старших 18 років.
За межею бідності перебувало 48,2 % осіб, у тому числі 69,2 % дітей у віці до 18 років та 0,0 % осіб у віці 65 років та старших.
Цивільне працевлаштоване населення становило 22 особи. Основні галузі зайнятості: сільське господарство, лісництво, риболовля — 40,9 %, освіта, охорона здоров'я та соціальна допомога — 27,3 %, виробництво — 22,7 %.